# Frank Mason Good
Frank Mason Good, (Deal 1839 - Phoenix Green 1928) fotógrafo. Nació en Reino Unido, en Deal, condado de Kent (al sureste de Londres). Conocido sobre todo por sus fotografías de Egipto, Tierra Santa, Grecia y próximo Oriente. Realizó también una colección estereoscópica de España.

## Reseña biográfica
Su padre, químico, se trasladó a Londres hacia 1840, dónde abrió un negocio de fabricación de productos químico-fotográficos. En 1857, con tan solo 18 años acompañó al fotógrafo Francis Frith en su viaje a Egipto, como ayudante. La relación con el maestro tuvo que ser bastante cercana ya que algo más tarde el propio Frith le financiaría sus primeros viajes y le publicaría sus primeras fotografías. Así durante las décadas de 1860 y 1870 Good recorrió Grecia, Tierra Santa y próximo Oriente, para establecerse finalmente como editor fotográfico en el 47 The Minories en Londres. Contrajo matrimonio con Margaretta Teape (1832-1904) el 29-12-1870, con quien tuvo un hijo: John Percival (1871-¿?)
Aunque nunca llegaría a consolidar una gran empresa al estilo de Frith o Wilson, sí colaboró con otros editores como León & Levy y B. W. Kilburn. Su pertenencia a la “Photographic Society” está documentada desde 1864 y fue sin duda un miembro activo ya que participó como juez en su concurso anual en 1880. Murió, olvidado, a los 90 años en Phoenix Green, Hants.

## Obra fotográfica
Gran parte de su trabajo permanece sin atribuir o incluso bajo el nombre de Frith y otros fotógrafos y editores, pero en los últimos años ha ido desvelándose su autoría en muchas obras, hasta el punto de que hoy está considerado como el mejor fotógrafo de Oriente Medio de todo el siglo diecinueve.
De su producción estereoscópica, al no existir un catálogo completo que la describa (tan sólo uno de Tierra Santa), sólo se conoce parcialmente gracias a las investigaciones de Treadwell, que publicó en 1998 una “View List Series” en la que ofrece una relación de los títulos de sus estereoscopias con su número de serie y los datos de las cartulinas que tenía en su colección, con un total 343 imágenes, de las cuales él completó casi hasta el 80% de los títulos.
En relación con su colección de vistas estereoscópicas de España, puede decirse que es el único editor fotográfico británico que realizó una colección de cierta importancia de estas características durante estas primeras décadas de la historia de la fotografía,visitando y fotografiando las ciudades de San Sebastián, Zaragoza, Barcelona, Tarragona,Valencia, Sevilla y Córdoba. Cerca de un centenar de vistas de las que más de la mitad son de Córdoba y Sevilla.